# Le Mouron rouge
Pour les articles homonymes, voir Mouron rouge (homonymie).
Le Mouron rouge (en version originale anglaise The Scarlet Pimpernel) est le surnom du personnage principal d'une série de neuf romans populaires publiés de 1905 à 1936 en Angleterre par la baronne Emma Orczy (1865-1947).
Apparentés au roman de cape et d’épée, au roman historique et au roman d'espionnage, ces livres sont issus de la mise en roman d'une pièce de théâtre jouée à partir de 1903. Traduite dans de nombreux pays, cette œuvre qui fait figure de classique de la littérature anglophone du début du XXe siècle, a aussi été adaptée au cinéma et à la télévision.
L'intrigue est située pendant la Révolution française, particulièrement sous la Première République (instituée le 21 septembre 1792), notamment sous le gouvernement des montagnards (juin 1793-juillet 1794), marqué par la Terreur. Le héros, Sir Percy Blakeney, a pour adversaire principal un aristocrate français au service de Robespierre, Chauvelin, dont le nom reprend celui d'un personnage réel, le marquis de Chauvelin.

## Intrigue

### Vue d'ensemble
La série relate les exploits d'un gentilhomme anglais, Sir Percy Blakeney, qui sauve de la guillotine un grand nombre d'aristocrates durant la Révolution française. D'un caractère apparemment nonchalant et distrait, Sir Percy n'est pas pris au sérieux par son entourage, et encore moins par ses ennemis potentiels. Il cache ainsi d'autant mieux son jeu que nul ne peut deviner que sous ce masque inoffensif se dissimule un personnage qui inspirera celui de Zorro. Toutefois, contrairement à ce dernier ou à d'autres redresseurs de torts, qui aident principalement les pauvres, le Mouron Rouge aide les aristocrates victimes de la Révolution française. Le héros de la baronne Orczy montre en effet un soutien indéfectible à la noblesse et à la royauté.
Sir Percy Blakeney signe ses exploits d'une courte missive dont la signature est ornée par une fleur écarlate, celle du mouron rouge (Anagallis arvensis). Portant un masque et une cape, il apparaît, disparaît, puis réapparaît, sans jamais se laisser capturer par la police révolutionnaire qui obéit principalement au sinistre Chauvelin, aristocrate dévoyé, partisan de la cause révolutionnaire.
Le plus souvent, il est assisté dans ses missions par deux de ses amis, Sir Andrew Foulkes et Lord Anthony Dewhurst. Ils appartiennent tous trois à une société secrète fondée le 2 août 1792 pour venir en aide aux victimes de la Révolution, comptant neuf membres à l'origine. Dix nouveaux membres s'y joignent au cours du procès de Louis XVI, commencé en novembre 1792 et qui aboutit à sa condamnation à mort (19 janvier 1793) et à son exécution (21 janvier).

### Chronologie des récits du cycle
- Le Mouron rouge : septembre-octobre 1792
- Le Mouron Rouge conduit le bal : janvier 1793
- Adventures of the Scarlet Pimpernel : 1793 (nouvelles)
- The League of the Scarlet Pimpernel : juillet 1793 (nouvelles)
- A Child of the Revolution : juillet 1793–juillet 1794
- Le Serment du Mouron Rouge : août-septembre 1793
- Les Nouveaux Exploits du Mouron Rouge : septembre-octobre 1793
- Le Rire du Mouron rouge : novembre–décembre 1793
- Les Métamorphoses du Mouron rouge : fin 1793
- La Capture du Mouron Rouge : janvier 1794
- Mam'zelle Guillotine :	janvier 1794
- La Vengeance de Sir Percy : mai–juin 1794
- Le Triomphe du Mouron rouge : avril–juillet 1794

Cette chronologie romanesque (septembre 1792-juillet 1794) correspond aux débuts de la Première République : de l'époque de la proclamation de la république (21 septembre 1792) à la chute de Robespierre (27 juillet 1794/9 Thermidor an II), avec deux grandes phases : 
- la Convention girondine (21 septembre 1792-2 juin 1793), marquée par le procès de Louis XVI, la formation de la première coalition (incluant le Royaume-Uni) et le début de la guerre de Vendée ;
- la Convention montagnarde (2 juin 1793-27 juillet 1794), marquée par la Terreur, qui prend fin après le 9 Thermidor[Note 2].

### Intrigue détaillée
1792. Marguerite Saint-Just, actrice française, est l'épouse du dandy et baronnet Percy Blakeney. Quand elle était encore en France, le marquis de Saint-Cyr a fait battre le frère de Marguerite, qui cherchait à séduire sa propre fille. Marguerite, en voulant venger son frère, a involontairement provoqué le passage du marquis et de ses fils à la guillotine. Sir Percy l'apprend après leur mariage, et, blessé dans son honneur, lui refuse alors toute preuve d'amour. Les deux époux restent figés dans leur orgueil, bien qu'au fond Percy reste passionnément épris de sa jeune épouse malgré le mépris que celle-ci ne peut manquer de ressentir devant ses manières affectées.
À cette époque, la Terreur sévit en France. La société secrète du Mouron rouge (League of the Scarlet Pimpernel) s'efforce de sauver les aristocrates français de la guillotine. Les exploits de leur chef, inconnu de tous hors de la société secrète (sauf du prince de Galles), fascinent tout le monde à Londres. Lors d'un banquet, Percy Blakeney compose un couplet sur le Mouron rouge, avec grand succès.
Marguerite est alors soumise à un chantage du « citoyen Chauvelin », envoyé de la France à Londres, qu'elle a connu à Paris (et qui a peut-être été son amant). Pour sauver la vie de son frère qui a des contacts avec des gens de la ligue du Mouron rouge, et dont Chauvelin possède une lettre compromettante, elle doit aider ce dernier à trouver la piste du Mouron rouge. Mais cet acte n'est pas sans conséquences, et Marguerite s'aperçoit bien vite qu'en mettant la vie du héros en danger, c'est tous ceux qui se sont confiés à lui qui le sont, dont Armand. De surcroît, Marguerite finit par comprendre que le héros qu'elle admire d'ailleurs en secret n'est autre que son propre mari, Sir Percy Blaqueney. C'est alors une course contre la montre qui s'engage pour le prévenir du danger où il est, et par cet acte amorcer ainsi la réconciliation entre les deux époux.  

### Le personnage de Chauvelin et le marquis de Chauvelin
Le nom de Chauvelin est celui d'un personnage historique, François Bernard de Chauvelin, marquis de Grosbois, souvent appelé « marquis de Chauvelin » (1766-1832).
Partisan de la Révolution, comme de nombreux nobles (La Fayette, La Rochefoucauld, Mirabeau, etc.), il est ambassadeur de France (de Louis XVI, puis de la République) à Londres de 1792 au 31 janvier 1793, date de la rupture diplomatique entre les deux pays, puis ambassadeur de la République à Florence auprès du grand-duc de Toscane. Il a donc bien été au service de la République française, à nouveau comme d'autres nobles, tels que le futur roi Louis-Philippe ou son père, Philippe-Égalité, député montagnard ayant voté la mort de Louis XVI. Il est toutefois poursuivi pour trahison et emprisonné durant la Terreur, contrairement au personnage qu'il inspire. 

## Le quatrain de Sir Percy

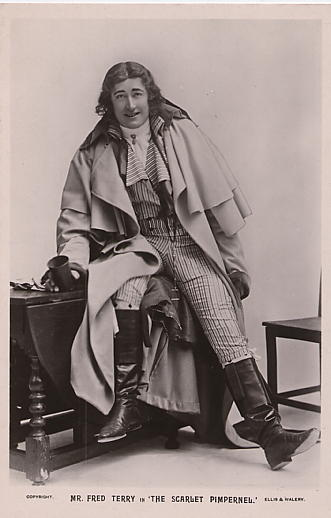
dans le rôle du Mouron rouge en 1905.

La version originale porte en exergue un quatrain qui évoque l'aspect insaisissable du héros, poursuivi par la police de Robespierre :
They seek him here, they seek him there, 

Those Frenchies seek him everywhere. 

Is he in Heaven, is he in Hell, 

That damn'd, elusive Pimpernel ?
Est-il ici, serait-il là ?

Les Français tremblent dès qu'il bouge.

Satan lui-même le créa,

L'insaisissable Mouron rouge.

## Le succès duMouron rouge

### Du théatre à la série romanesque
La première représentation de la pièce initiale a lieu le 15 octobre 1903 au théâtre royal de Nottingham. Le personnage de Sir Percy est incarné par un des acteurs les plus populaires de son temps, Fred Terry (en) (1863-1933) et c'est son épouse, Julia Neilson, qui tient le rôle de Lady Marguerite. La production se solde toutefois par un échec : pendant plusieurs mois, le public se montre partagé, d'autant plus que la critique reproche à la pièce de ne pas souscrire aux règles du « théâtre moderne ». 
Il faut attendre la reprise au New Theatre de Londres (en) le 5 janvier 1905 pour que Fred Terry connaisse un triomphe dans le rôle de Sir Percy, qu'il joue dès lors sans interruption de 1905 à 1912 et dirige ensuite plus de deux mille fois. Le premier roman de la série remporte également un grand succès. 
Durant les trente-cinq années suivantes, la baronne Orczy prolonge la série des romans, avant de lui ajouter plusieurs ouvrages annexes : deux recueils de nouvelles, un récit dont Sir Percy est le narrateur (Child of the Revolution), deux récits consacrés à un ancêtre de Percy Blakeney au XVIIe siècle, enfin un autre sur son descendant Peter Blakeney au cours de la Première Guerre mondiale (Pimpernel and Rosemary).

### Ouvrages inspirés par leMouron rouge
En 1919, Johnston McCulley s'inspire notamment du Mouron rouge pour créer le personnage de Zorro. Comme Sir Percy, don Diego de la Vega dissimule son statut de héros invincible sous les apparences d'un jeune homme timide et respectueux des autorités.
En 1951, J.C. Lavocat, s'inspirant de faits réels, met en scène un descendant du Mouron Rouge à la tête d'un réseau de résistance en France durant la Seconde Guerre mondiale dans son roman Le Retour du Mouron Rouge, publié dans la collection Nelson et réédité en 1958 dans la collection Marabout Junior.
En 1957, un pasteur écossais, Donald Caskie, publie le récit de ses aventures de guerre sous le titre The Tartan Pimpernel. Il a en effet exfiltré environ 2 000 militaires britanniques de la France occupée entre 1940 et 1943. Le titre de son livre est une allusion au Mouron rouge, en même temps qu'aux racines écossaises de l'auteur. Tous les droits d'auteur de cet ouvrage sont allés à la reconstruction de l’Église écossaise de Paris après la guerre.

## Publication de la série

### En anglais

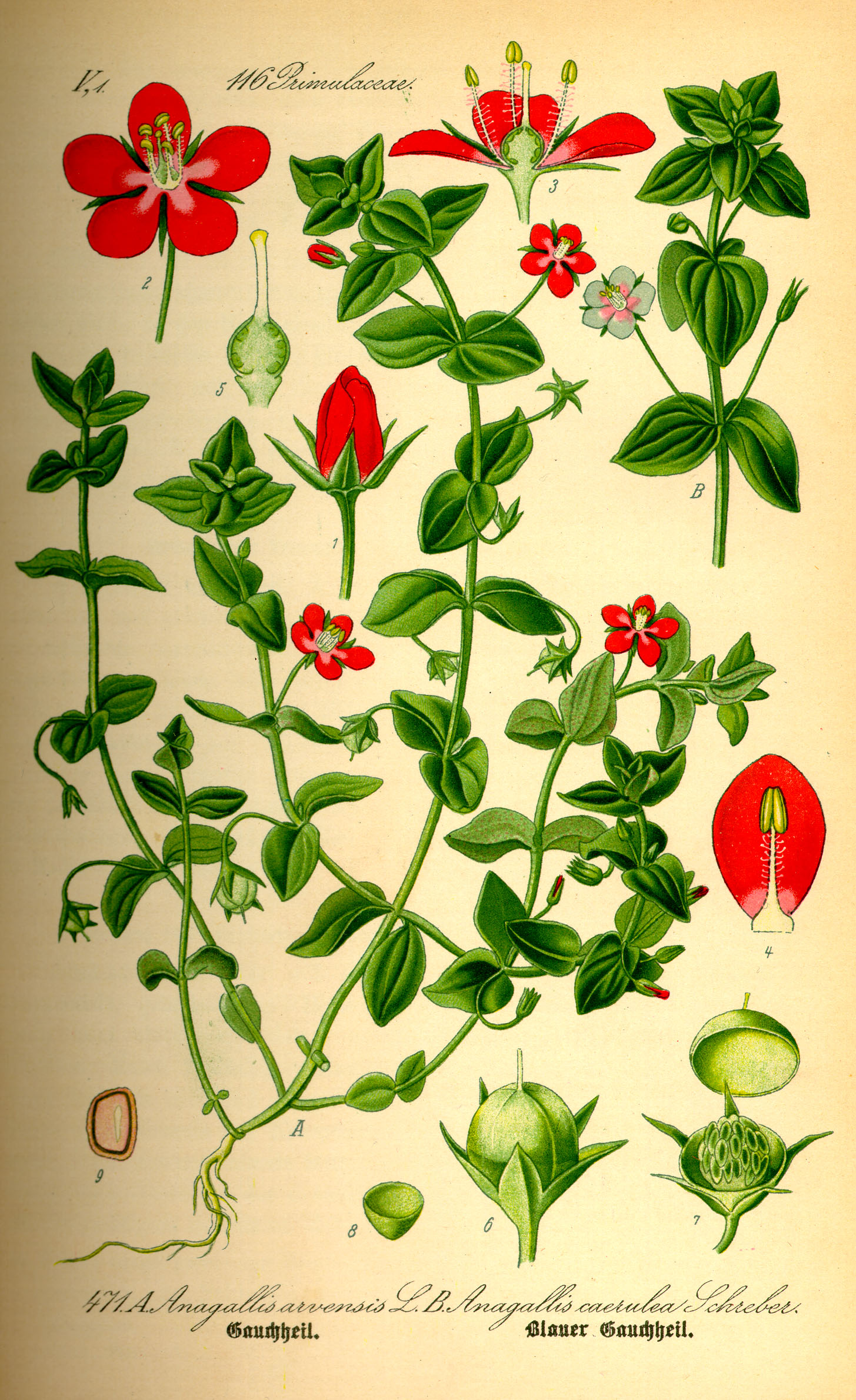
Fleur de mouron rouge, gravure de 1885

La date est celle de la première édition en Angleterre.
Romans
- 1905 : The Scarlet Pimpernel.
- 1906 : I Will Repay.
- 1908 : The Elusive Pimpernel.
- 1913 : Eldorado.
- 1917 : Lord Tony's Wife.
- 1922 : The Triumph of the Scarlet Pimpernel.
- 1927 : Sir Percy Hits Back.
- 1932 : A Child of the Revolution.
- 1933 : The Way of the Scarlet Pimpernel.
- 1936 : Sir Percy Leads the Band.
- 1940 : Mam'zelle Guillotine.

Nouvelles
- 1919 : The League of the Scarlet Pimpernel.
- 1929 : Adventures of the Scarlet Pimpernel.

### En français
La série a d'abord été publiée dans la Collection Nelson. Après de multiples éditions et rééditions en neuf volumes séparés, les éditions Marabout l'ont publié en cinq volumes (dont le premier seul)[pas clair], puis la série a été réunie en un seul volume, Le Mouron rouge, paru en 1989 aux Presses de la Cité dans la collection « Omnibus », avec une préface de Jean-Claude Zylberstein. Ce volume contient le texte intégral des neuf romans. En 2018, la série est publiée par les Editions du Triomphe dans une nouvelle traduction. 
La date indiquée est celle de la première édition française, dans la collection Nelson (non traduits : A Child of the Revolution, Mam'zelle Guillotine).
- 1913 : Le Mouron Rouge, no 061, jaquette non signée [The Scarlet Pimpernel]
- 1929 : Le Serment du Mouron Rouge, no n°305, illustrations de Frédéric Auer [I Will Repay]
- 1931 : Les Nouveaux Exploits du Mouron Rouge, no 323, illustrations de Maurice Berty [The Elusive Pimpernel]
- 1933 : La Capture du Mouron Rouge, no 359, illustrations de Maurice Berty [Eldorado]
- 1952 : La Vengeance de Sir Percy, no 437, illustrations de Jean Routier [Sir Percy Hits Back]
- 1954 : Les Métamorphoses du Mouron rouge, no 441, illustrations de Jacques Poirier [The Way of the Scarlet Pimpernel]
- 1955 : Le Rire du Mouron rouge, no 443, illustrations de Jacques Poirier [Lord Tony's Wife]
- 1956 : Le Triomphe du Mouron rouge, no 444, illustrations de Jacques Poirier [The Triumph of the Scarlet Pimpernel]
- 1956 : Le Mouron Rouge conduit le bal, no 445, illustrations de Jacques Poirier [Sir Percy Leads the Band]

## Adaptations

### Cinéma
- 1934 : Le Mouron rouge (The Scarlet Pimpernel), film britannique de Harold Young avec Leslie Howard (Sir Percy), Merle Oberon (Marguerite), Raymond Massey, Nigel Bruce
- 1937 : The Return of the Scarlet Pimpernel (en), film britannique de Hans Schwarz, avec Barry K. Barnes, Sophie Stewart, James Mason
- 1941 : Monsieur Smith agent secret ('Pimpernel Smith'), film britannique de Leslie Howard avec Leslie Howard
- 1950 : Le Chevalier de Londres (The Elusive Pimpernel), film britannique de Michael Powell, avec David Niven, Margaret Leighton, Jack Hawkins, Cyril Cusack
- 1967 : Don't Lose Your Head; parodie dans la séries 'Carry On'

### Bande dessinée
Dans les années 1950, Le Mouron rouge fut publié en feuilleton dans Le Journal de Mickey.

### Télévision
- 1982 : The Scarlet Pimpernel (en), téléfilm britannique de Clive Donner, avec Anthony Andrews (Sir Percy), Jane Seymour (Lady Blakeney), Ian McKellen (Chauvelin).
- 1987 : Nob and Nobility (en), parodie du Mouron rouge, téléfilm britannique de la série La Vipère noire, avec Rowan Atkinson
- 1999-2000 : The Scarlet Pimpernel (en), série de la BBC, avec Richard E. Grant et Martin Shaw
- 2007 : They Seek Him Here (Le Couperet de la justice), téléfilm britannique de la série Inspecteur Barnaby avec John Nettles

### Scène
- 1908-1909 : The Scarlet Pimpernel de la baronne Orczy, adaptation de Montague Barstow, avec Maurice Elvey (à Southampton) (théâtre)
- 1910-1911 : The Scarlet Pimprenel sus-visée, reprise, avec Maurice Elvey (à Bristol) (théâtre)
- 1997 : The Scarlet Pimpernel, comédie musicale américaine de Frank Wildhorn et Nan Knighton, avec Douglas Sills (Broadway)

## Nelson Mandela: le «Mouron noir»
Nelson Mandela était surnommé « Mouron noir » (« Black Pimpernel ») pour son habileté remarquable à éviter les services de sécurité de l'apartheid pendant ses années de clandestinité, notamment en se déguisant en chauffeur, jardinier, etc..